# Formaciones internas del Consejo de la Unión Europea
Las formaciones internas del Consejo son cada una de las 10 distintas configuraciones en que el Consejo de la Unión Europea, que integra a representantes ministeriales de los gobiernos de los Estados miembros, se organiza y se constituye de manera diferenciada al solo efecto de simplificar sus reuniones y su adaptar su composición variable a los asuntos específicos que se tratan. Los acuerdos adoptados por cualquiera de estas formaciones se atribuyen y comprometen al Consejo unitariamente, como institución. 
El Consejo se reúne en distintas formaciones según el orden del día a tratar; dichos contenidos dan a su vez nombre a las formaciones y, en esta medida, al propio Consejo cuando actúa en formación determinada. Debe sin embargo advertirse que esta peculiar característica, muy relacionada con su compleja composición, ya que el número de ministros o representantes delegados reunidos varía en función del tipo de la formación. Tiene un carácter funcional y meramente interno, sin que dicha organización interfiera en absoluto en su personalidad institucional y jurídica única y en su naturaleza orgánica unitaria. Sus plenos se dividen en dos sesiones: la primera se reserva al ejercicio de sus funciones no legislativas, y sus deliberaciones tienen carácter reservado, no así sus actos y conclusiones; la segunda sesión (el "pleno") tiene carácter público y en ella se discuten y votan los asuntos relacionados con la función legislativa del Consejo. Actualmente el Consejo funciona a través de las formaciones que se exponen a continuación, llamadas "Consejos".

## Formaciones necesarias
Son formaciones internas del Consejo de existencia necesaria (establecidas por los Tratados):
- Consejo de Asuntos Generales;
- Consejo de Asuntos Exteriores;
- Eurogrupo, que no es una formación estrictamente sino una reunión especial de carácter estable y reglamentario.

### Consejo de Asuntos Generales
El Consejo de Asuntos Generales es el encargado de velar por la coherencia de los trabajos de las diferentes formaciones del Consejo; prepara las reuniones del Consejo Europeo y garantiza su actuación subsiguiente, en contacto con el Presidente del Consejo Europeo y con la Comisión; es el responsable de la coordinación general de las políticas, de las cuestiones institucionales y administrativas de la institución, y de los expedientes horizontales que afecten a varias políticas de la Unión.

### Consejo de Asuntos Exteriores
El Consejo de Asuntos Exteriores es al que corresponde elaborar la acción exterior de la Unión atendiendo a las líneas estratégicas definidas por el Consejo Europeo, y velar por su coherencia; es también en ocasiones responsable de ejecutar dichas políticas, especialmente cuando se dan en el ámbito de la PESC (incluyendo la Política Común de Seguridad y Defensa), si bien a través de la Comisión y del Alto Representante, que además preside este Consejo.

### Eurogrupo
El "Eurogrupo" es una cuasi formación peculiarísima (distinta del ECOFIN) que reúne solo a los Ministros de Economía y Finanzas de la zona euro para la adopción de acuerdos y la coordinación de las políticas en el ámbito exclusivo de la Unión Económica y Monetaria. Su funcionamiento se rige por normas especiales y orgánicamente se integra en el ECOFIN.

## Otras formaciones internas
Son formaciones internas del Consejo establecidas a través del reglamento interno del Consejo (también conocidas como "formaciones sectoriales"), cada una responsable de un área política:
- Consejo de Asuntos Económicos y Financieros (ECOFIN);
- Consejo de Justicia y Asuntos de Interior (JAI);
- Consejo de Empleo, Política Social, Sanidad y Consumidores (EPSCO);
- Consejo de Competitividad (COMPET);
- Consejo de Transportes, Telecomunicaciones y Energía (TTE);
- Consejo de Agricultura y Pesca;
- Consejo de Medio Ambiente;
- Consejo de Educación, Juventud, Cultura y Deporte (EJCD).

### Consejo de Asuntos Económicos y Financieros
El Consejo de Asuntos Económicos y Financieros (ECOFIN), uno de los más antiguos junto con el de Asuntos Generales y el de Agricultura, reúne a los ministros de Economía y Finanzas, más el comisario de Economía, o en su caso, de Presupuesto y Administración. Sus competencias incluyen la coordinación de las políticas económicas, la supervisión y vigilancia de las políticas presupuestarias y las finanzas públicas de los Estados miembros, el euro (aspectos jurídicos, prácticos e internacionales), los mercados financieros y los movimientos de capital y las relaciones económicas con terceros países. Adopta sus decisiones principalmente en Procedimiento legislativo ordinario (PLO), esto es, junto con el Parlamento Europeo y por mayoría cualificada, exceptuando los asuntos fiscales, que se deciden por unanimidad. También elabora y adopta anualmente junto con el Parlamento, el presupuesto de la Unión, que asciende a unos cien mil millones de euros. El ECOFIN se reúne una vez al mes.

### Consejo de Justicia y Asuntos de Interior
El Consejo de Justicia y Asuntos de Interior (JAI), que reúne a los ministros de Justicia y/o de Interior, más el comisario de Justicia y/o el de Asuntos de Interior. Se reúne bimestralmente para debatir y legislar sobre el desarrollo y la aplicación de la cooperación y las políticas comunes en ambos sectores, incluida la protección civil. En particular conoce sobre cuestiones relativas al espacio europeo de libertad, seguridad y justicia, incluyendo la lucha europea y exterior contra el terrorismo. Es competente también en materias Schengen. Desde la entrada en vigor del Tratado de Lisboa codecide, generalmente, según el PLO.

### Consejo de Empleo, Política Social, Sanidad y Consumidores
El Consejo de Empleo, Política Social, Sanidad y Consumidores convoca unas cuatro veces al año a los ministros competentes en Empleo,  Seguridad Social, Sanidad e Igualdad, más los comisarios de Salud y Seguridad Alimentaria, de Empleo y Derechos Sociales y el de Igualdad. En estos ámbitos, el Consejo decide generalmente en PLO (salvo en el ámbito de la seguridad social, donde decide por unanimidad). Adopta legilslación orientada a armonizar o coordinar las normas nacionales relativas, en particular, a las condiciones de trabajo (salud y seguridad de los trabajadores, seguridad social, protección de los consumidores), el refuerzo en la prevención de las enfermedades y de lucha contra las epidemias y la protección de los derechos de los consumidores, así como las dirigidas a promover la igualdad de oportunidades.

### Consejo de Competitividad
El Consejo de Competitividad, integrado por los  ministros de Industria o de Economía, más el comisario de Competencia. Conoce de los asuntos relacionados con la competitividad de la economía, de la libre competencia en el mercado único, de la política empresarial e industrial, incluidas las competencias sobre turismo, legislando sobre estas materias. La integración en 2002 en este nuevo Consejo de tres formaciones previas (Mercado Interior, Industria e Investigación) respondió a la necesidad de tratar de manera integrada y coherente los asuntos relacionados con la competitividad general en el crecimiento de la economía europea. Según los puntos que figuren en el orden del día, este Consejo estará integrado por los Ministros de Asuntos Europeos, de Industria, de Ciencia e Investigación, etc. Asimismo, estudia las propuestas legislativas relacionadas con sus distintos ámbitos de actividad, tanto sectoriales como horizontales o transversales (como el programa del Espacio Europeo de Investigación). Se reúne bimestralmente y codecide casi siempre de acuerdo con el PLO.

### Consejo de Transportes, Telecomunicaciones y Energía
El Consejo de Transportes, Telecomunicaciones y Energía, que reúne a los ministros de una u otra rama, según la materia a tratar, más el comisario europeo afectado, fue resultado de la integración en 2002 de todas estas materias en una sola formación. Es competente en asuntos concernientes a las tres Redes Transeuropeas (de Transportes, de Telecomunicaciones y de Energía); también en todo lo referente a la agenda digital, la agencia EUSPA, el programa Galileo y, en general, ciberseguridad, política y seguridad energéticas, incluidas las materias de la antigua CECA y de Euratom. También conoce de los asuntos relativos a la industria y la política espacial y relaciones con la Agencia Espacial Europea. Salvo en ciertas cuestiones especialmente sensibles, como la energía atómica, el consejo codecide en PLO junto con el Parlamento Europeo.

### Consejo de Agricultura y Pesca
El Consejo de Agricultura y Pesca convoca una vez al mes a los ministros de Agricultura y Pesca más los comisarios de Agricultura y el de Medio Ambiente, Océanos y Pesca. Su cometido engloba la poderosa Política Agrícola Común (PAC), incluida la Política Pesquera Común (PPC), más las políticas de desarrollo rural, incluidos los fondos FEDER. Suele decidir en el marco del PLO. 

### Consejo de Medio Ambiente
El Consejo de Medio Ambiente, integrado por los ministros de Medio Ambiente y los comisarios de Acción Climática y el de Medio Ambiente, Océanos y Pesca. Es el encargado de legislar y de coordinar en su seno las políticas nacionales para la correcta aplicación de la política medioambiental de la Unión. Se reúne trimestralmente y sus decisiones se adoptan siempre conforme al PLO.

### Consejo de Educación, Juventud, Cultura y Deporte
El Consejo de Educación, Juventud, Cultura y Deporte convoca a los ministros y al comisario responsables en materias de educación, juventud cultura y deporte. Se reúne cuatro veces al año. Codecide generalmente por mayoría cualificada (salvo en el ámbito de la cultura, en que lo hace por unanimidad) y junto con el Parlamento Europeo, en PLO. Entiende, entre otros asuntos, de la política universitaria en el marco del Espacio Europeo de Educación Superior y del programa Erasmus de intercambio de estudiantes y otros análogos, de los aspectos relativos al sistema educativo, de la política de formación profesional, y de asuntos y fondos destinados al patrimonio cultural de Europa.